# Allocnemis subnodalis
Allocnemis subnodalis е вид водно конче от семейство Platycnemididae. Видът не е застрашен от изчезване.

## Разпространение
Разпространен е в Бенин, Гана, Гвинея, Камерун, Кот д'Ивоар, Либерия, Нигерия, Сиера Леоне и Того.